# Гора демонів
Гора демонів (норв. Dödens trädgård) — 17-а книга з серії «Сага про людей льоду» норвезької письменниці Маргіт Сандему. Серія була опублікована в період з 1982 по 1989 рік. Ця серія — сімейна сага, яка прослідковує за родом «людей льоду» протягом століть.

## Сюжет
Даніель Лінд з «людей льоду» в цій книзі подорожує в Ненецерн біля берегів Карагаверського моря. У романа є прелюдія, за нею Даніель повинен розгадати таємницю «людей льоду». Він сподівається знайти походження кози, а потім зможе розчинити прокляття, яке спирається на льодових людей. Він сподівається розгадати таємницю, завдяки чому зможе зняти страшне прокляття, яке нависло над «людьми льоду». У той же час він сподівається знайти доньку Вендела Гріпа, яка знаходиться разом Тун-Сійс, донькою Сінсева. Деніел знаходить дочку Венделя, Ширу, і дізнається, що її дід Іровар дав їй особливе завдання, а саме — наслати прокляття на «людей льоду». Шира допомогти усіма своїми силами, тому вона йде на гору чотирьох вітрів і проходить довгий шлях через сад смерті, де зазнає багато жахливих випробувань.

## Головні герої
- Даніел Лінд з народу «людей льоду»
- Мар
- Шира

## Mp3-книги
- Люди льоду 17 - Гора демонів
- Опублікувала: Анне Лінггард
- Тривалість: 6 годин та 50 хвилин
- ISBN 9788776772703

## CD-книги
- Люди льоду 17 - Гора демонів
- Опублікувала: Анне Лінггард
- Тривалість: 6 годин та 50 хвилин — 6 CD-дисків
- ISBN 9788776772697